# Die zwei Mädchen am Brunnen
Die zwei Mädchen am Brunnen ist der Titel einer zweifigurigen Allegorie des Malers Eduard Bendemann aus dem Jahr 1833. Als Darstellung eines Freundschaftideals (Freundschaftsbild) avancierte das romantische Gemälde zu einem der häufig reproduzierten Motive der Düsseldorfer Malerschule.

## Beschreibung, Bedeutung
Das Gemälde zeigt zwei freundschaftlich beisammen sitzende Mädchen oder junge Frauen an einem Quellbrunnen vor einer weiten, sonnigen, südlich anmutenden Küstenlandschaft, die auf Italien hindeutet, wo der Maler sich von 1829 bis 1831 aufgehalten hatte und woran er im zeitgenössisch häufig kultivierten Sentiment der Italiensehnsucht elegisch erinnert.
Das eine Mädchen ist dunkelhaarig, hält eine Mandoline und trägt ein tiefrotes Samtkleid sowie eine schmale, schleierartige Haube mit einem Muster aus Davidsternen, bekrönt von einem Kranz mit blauen Blumen. Das andere trägt ein hellviolettes Gewand und hat ihr blondes Haar zu Zöpfen geflochten, welche kranzförmig über dem Scheitel zusammengebunden sind. Durch ihren leicht vorgebeugten Oberkörper, durch ihre ausgebreiteten Arme und durch eine Geste ihrer angewinkelten, geöffneten Hand, die auf dem Knie der Blonden ruht, scheint die Dunkelhaarige im Begriff zu sein, ihrer Freundin etwas mitzuteilen. Entsprechend wirkt die Blonde, die ihre Hand auf die Schulter der Dunkelhaarigen gelegt, ihren Kopf gesenkt und ihre Lider niedergeschlagen hat, wie in der Rolle einer Zuhörenden. Versonnen nestelt sie an ihrem Gürtelband. Zu Füßen der Freundinnen breitet sich ein blumiger Kräuterteppich aus.

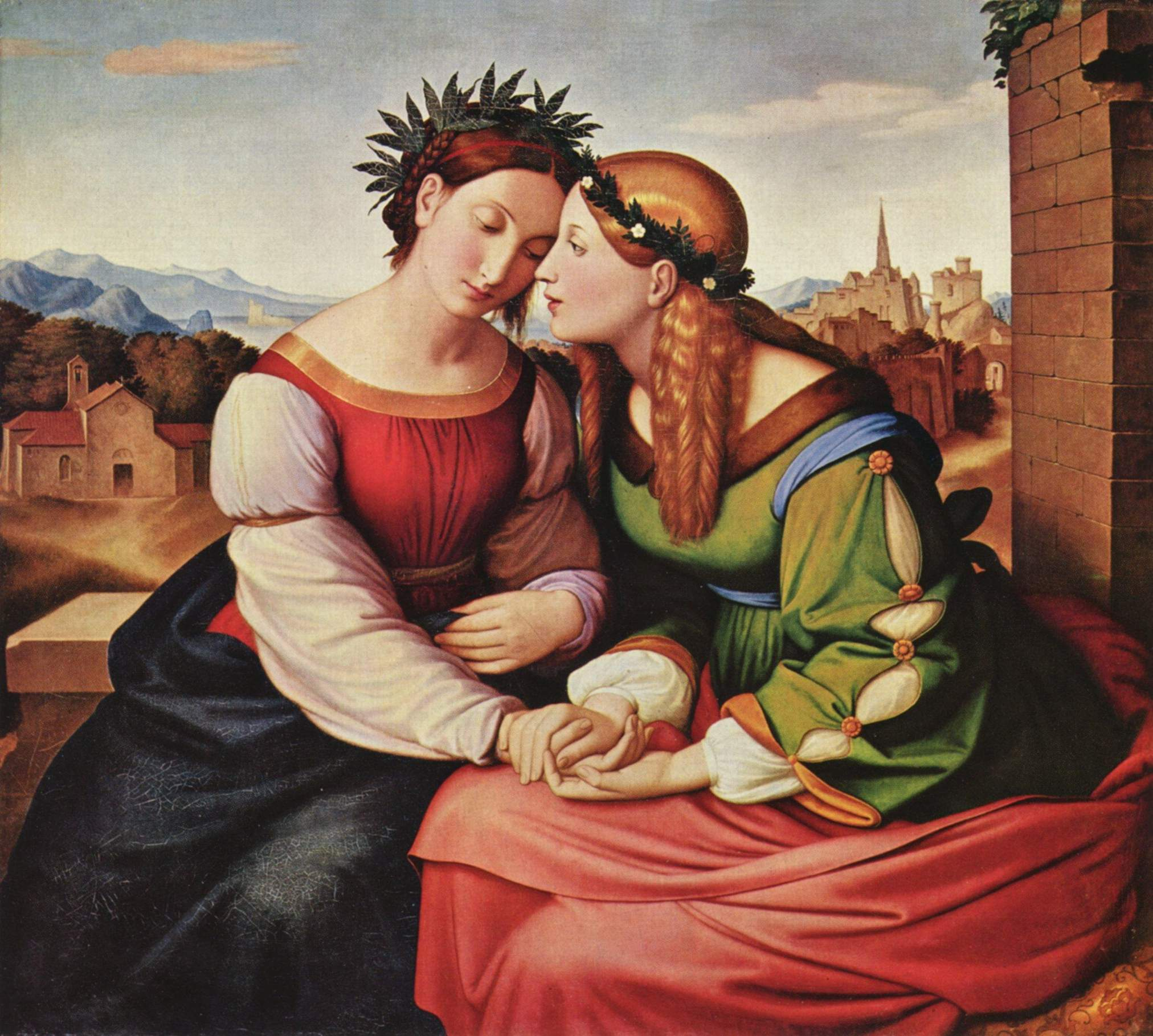
Friedrich Overbeck: Italia und Germania, 1811–1828, Neue Pinakothek

Mit der Darstellung zweier einander zugewandter Mädchen vor einer Landschaft knüpft der Maler offensichtlich an das Bild Italia und Germania von Friedrich Overbeck an, die berühmte Variante eines Motivs, das als „Allegorie der Freundschaft“ unter den Nazarenern bereits seit Jahrzehnten bekannt und geläufig war. Die Davidsterne auf dem Schleier der Dunkelhaarigen deuten jedoch darauf hin, dass der Maler in seinem Bild die Italia durch die Personifikation einer Hebräerin ausgetauscht hat. Damit spielt er auf das Judentum an, den Abstammungshintergrund seiner Familie. Die liebevolle Verbindung der Hebräerin mit der Blonden, der das Deutsch- und Christentum personifizierenden Germania, symbolisiert demnach eine Synthese jüdischer und christlich-deutscher Merkmale zu einer sich harmonisch ergänzenden Identität. Bezogen auf Bendemann selbst wäre die Allegorie als eine identitäre Reflexion, als der künstlerische Versuch eines symbolischen Selbstbildes zu verstehen.
Das Gemälde könnte auch als eine Anspielung auf Franz Pforrs Motiv Sulamith und Maria gedeutet werden, wonach die Frauengestalten als vergleichbare Repräsentantinnen einer jüdischen und einer christlichen Braut gedacht sind.
Meist werden Interpretationen im Sinne der Typen- und Temperamentenlehre vertreten. Demnach versinnbildlicht die versonnene Blonde, die im Einklang mit dem zeitgenössischen weiblichen Schönheitsideal wie eine Freya unter dem Dach eines Holunderbusches sitzt und sich an ihre Gefährtin anlehnt, in ihrer Introversion ein kontemplatives und melancholisches Temperament, während die Dunkelhaarige das lebhafte Naturell des Weiblichen repräsentiert. Als Symbol des Sanguinischen ihres Temperaments trägt sie ein blutrotes Kleid und hält eine Laute. Zum Zeichen ihrer Extraversion öffnet sie ihre Arme.
Das hinzutretende Motiv des Brunnens und der Quelle eröffnet ein weiteres Feld möglicher Assoziationen und Deutungen. Seit der Antike gelten Quellen und Brunnen als Orte der Musen und Nymphen. Sie repräsentieren die Inspiration und verweisen auf Poesie und künstlerische Kreativität sowie das Wechselspiel von Natur und Seele. Mithin kann die Zweiergruppe als Sinnbild gegenseitiger Inspiration der Künste, der Poesie und Malerei, verstanden werden.
Das Bild ist in einen zeitgenössischen, vergoldeten Prunkrahmen eingefasst, der 159,5 × 211 × 12 cm misst.

## Entstehung, Rezeption, Provenienz

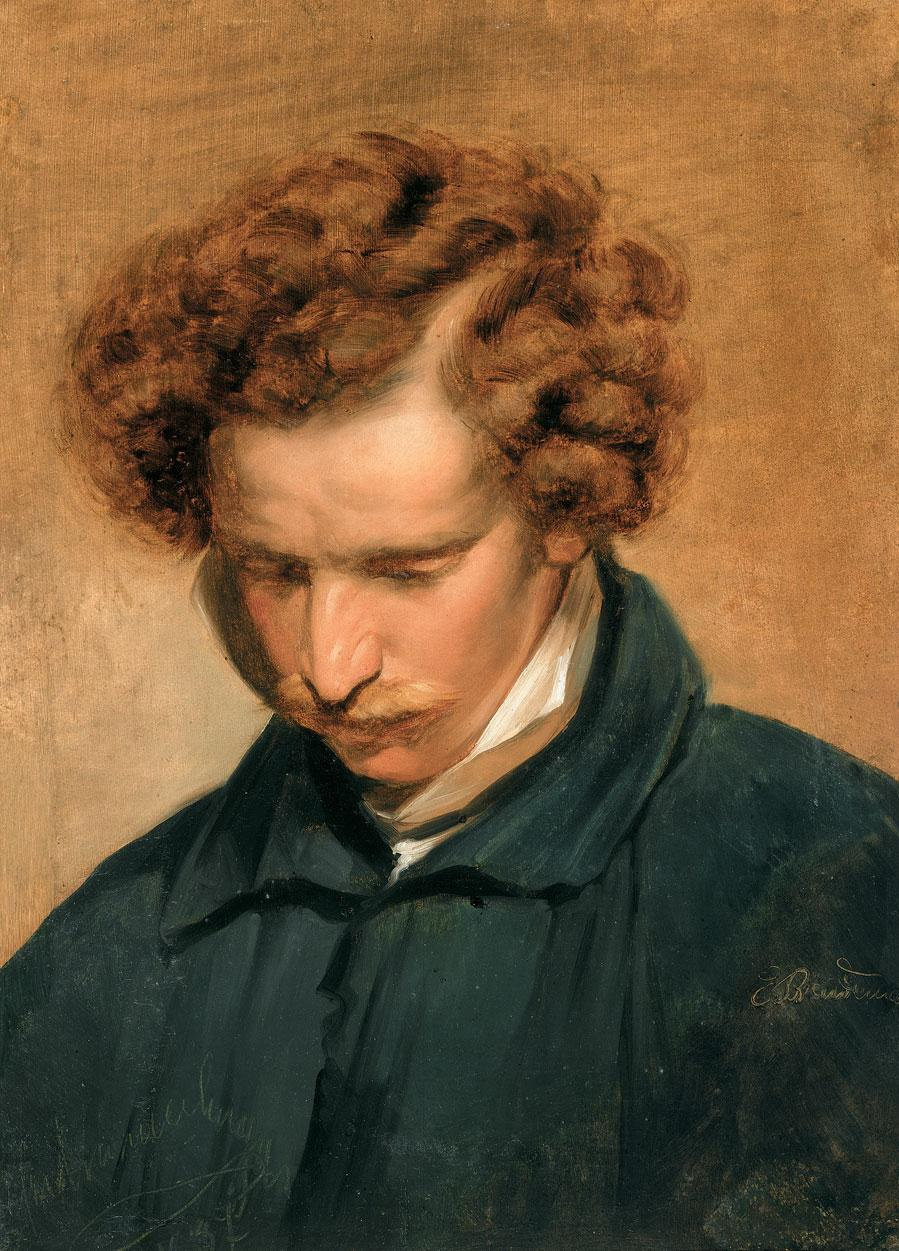
Friedrich Amerling: Porträt des Eduard Bendemann, 1837

Eduard Bendemann schuf das Bild nach Vorstudien im Sommer 1833 in Berlin, wo er seit Herbst 1832 im ersten Stock des sogenannten „Schadowhauses“ wohnte, heute Schadowstraße 12–13. 1831 war der großbürgerliche Haushalt seiner Eltern Fanny und Anton Heinrich Bendemann dorthin umgezogen. Bendemanns Vater war ein in Berlin unter dem Familiennamen Bendix geborener Jude, hatte in familiärer Tradition das Bankfach erlernt und im Jahr 1809 das Berliner Bürgerrecht mit dem neuen Namen angenommen. Bald darauf konvertierten die Bendemanns zum Protestantismus. Eduard Bendemann war das jüngste von drei Geschwistern und wurde von seinen Eltern, die zum weitgehend assimilierten jüdischen Milieu der Stadt gehörten, auf eine bürgerliche Karriere vorbereitet. Er erhielt eine Taufe und eine christliche Erziehung, besuchte das Gymnasium und die Berliner Kunstakademie, ab 1827 die Kunstakademie Düsseldorf.
Unter Führung seines Düsseldorfer Lehrers und Mentors Wilhelm Schadow war er 1829 nach Italien gereist. Insbesondere in Rom, in der „Casa Bendemann-Hübner“, wo er zusammen mit seiner Schwester Pauline und deren Ehemann Julius Hübner, Karl Ferdinand Sohn und Theodor Hildebrandt im Kreise der Deutschrömer und Nazarener ein recht offenes, gastfreundliches Haus gehabt hatte, empfing er für seine künstlerische Laufbahn grundlegende Eindrücke. Dort entstand auch die Bildidee zu seinem ersten Monumentalwerk Die trauernden Juden im Exil. In dieser Arbeit finden sich bereits deutliche Hinweise auf eine Auseinandersetzung mit jüdischen Aspekten seiner Identität. Im Sommer 1832 gelang ihm mit diesem Gemälde sein künstlerischer Durchbruch. Fast auf einen Schlag war er ein bekannter Maler.

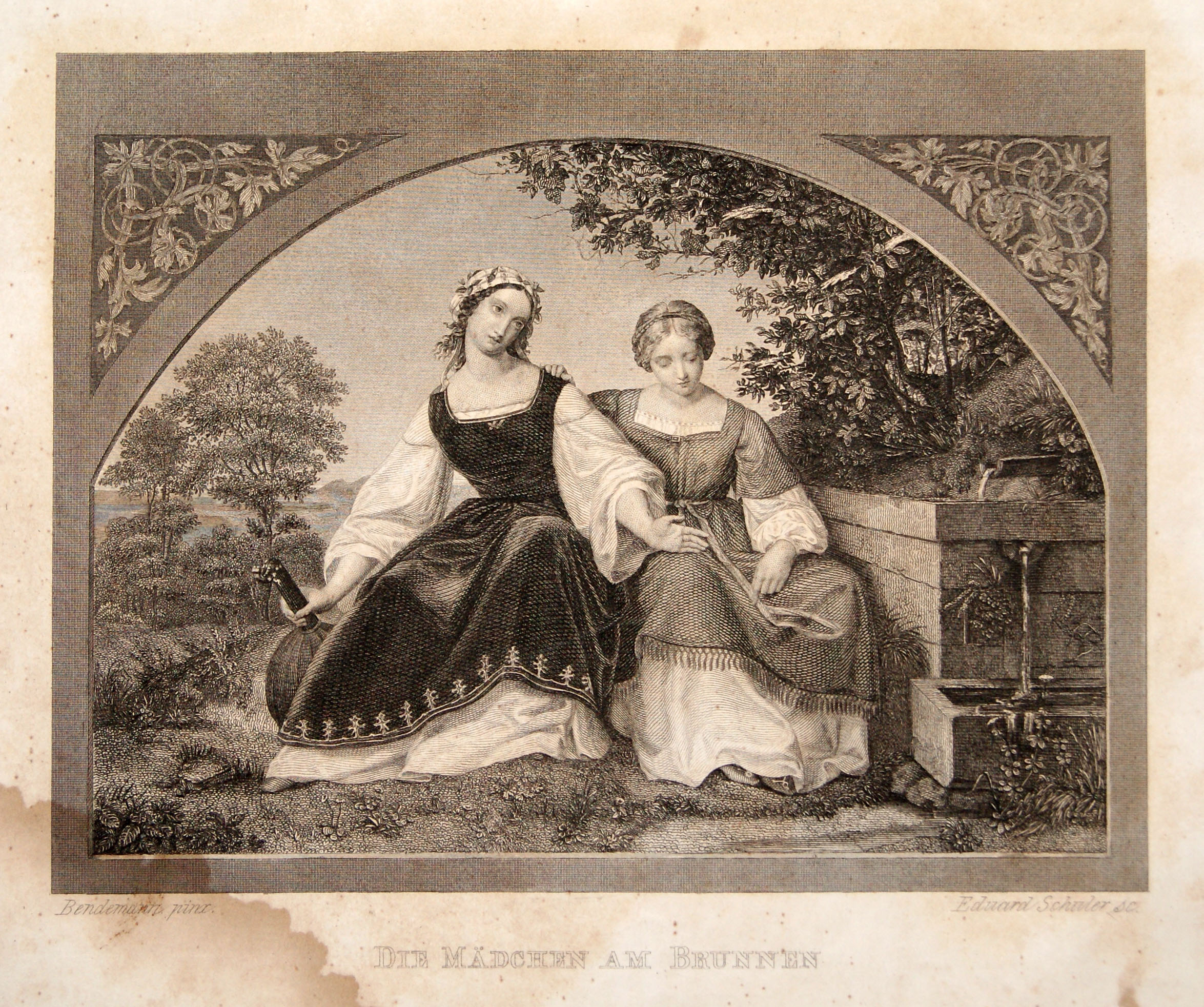
Stahlstich von Eduard Schuler (1806–1882) mit Bendemanns Motiv

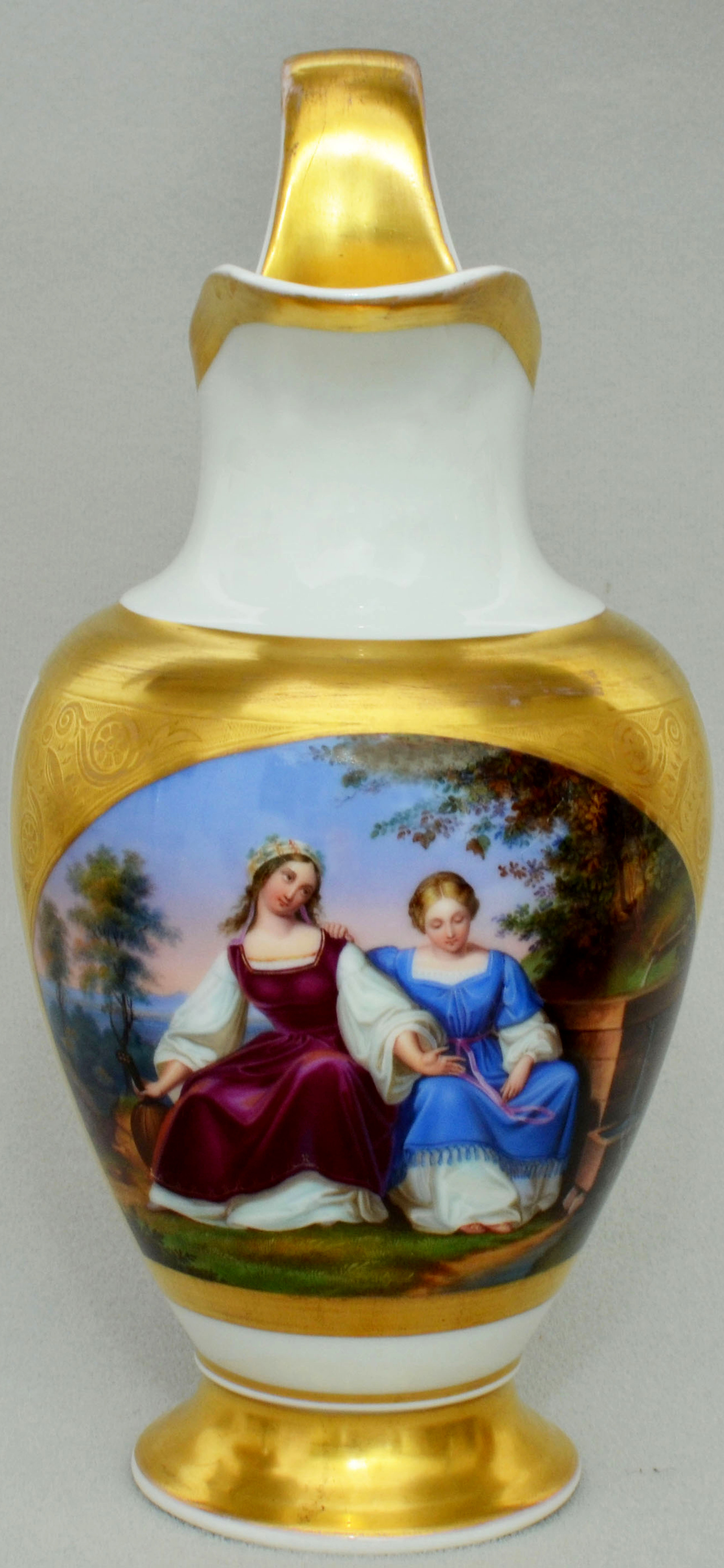
Porzellankännchen mit Bendemanns Motiv

Zu dem Gemälde Die zwei Mädchen am Brunnen sollen ihm in Berlin die Schwestern seines Freundes Felix Mendelssohn Bartholdy, den er spätestens 1831 in Rom kennengelernt hatte, Modell gesessen haben, Fanny für die Dunkelhaarige, Rebecka für die Blonde. Geschaffen wurde das Bild für eine Verlosungsausstellung des Kunstvereins für die Rheinlande und Westfalen, die 1833 in Düsseldorf stattfand. Dort traf es auf „einstimmigsten Beifall“ und fiel der Rentnerin und Witwe Moll aus Köln zu. 1834 ließ sie es auf der Berliner Akademie-Ausstellung zeigen. 1865 im Museum der bildenden Künste Stuttgart war es ebenfalls Teil einer Ausstellung. Ein Kunstkritiker befand hierzu, dass das Bild „der damals in Düsseldorf allgemein grassirenden sentimentalen Richtung“ angehöre, meinte aber, dass der vorurteilslose Betrachter bei diesem Bilde in Bezug auf dessen Schöpfer zu der Überzeugung gelange, „vor einem Herkules an der Wiege“ zu stehen.
Um 1834/1835 stach Jakob Felsing im Auftrag des Kunstvereins für die Rheinlande und Westfalen Bendemanns Mädchen in Kupfer. Es folgten Lithografien des Bildes sowie ein Stahlstich von Eduard Schuler (1806–1882). Das dargestellte Freundschaftsideal fand so weitere Verbreitung und war bald auf dem Porzellan der Königlichen Porzellan-Manufaktur Berlin zu sehen. Es avancierte zu einem der meist reproduzierten Motive der Düsseldorfer Malerschule. Im März 1867 wurde das Bild auf der Berliner Kunst-Auktion von Louis Friedrich Sachse angeboten, allerdings blieb es damals unverkauft. Aus Privatbesitz gelangte das Bild 1974 als Dauerleihgabe in das Kunstmuseum Düsseldorf. 1981 übereignete die Wiesbadenerin Felicitas Medicus es der Düsseldorfer Kunstsammlung. Eine Vorstudie des Gemäldes aus dem Jahr 1833 (24 × 34,5 cm, Öl auf Leinwand auf Pappe) befindet sich als Vermächtnis des Kunstsammlers Johann Friedrich Lahmann in der Galerie Neue Meister in Dresden.